# Distretto di Hassan
Il distretto di Hassan è un distretto del Karnataka, in India, di 1 721 319 abitanti. È situato nella divisione di Mysore e il suo capoluogo è Hassan.
Altre città importanti da ricordare sono:
- Halebidu, antica capitale degli Hoysala nei secoli XII e XIII.